# Julia Heron
Julia Heron (* 21. November 1897 in Montana; † 9. April 1977 in Los Angeles, Kalifornien) war eine US-amerikanische Szenenbildnerin, die viermal für einen Oscar nominiert war und bei der Oscarverleihung 1961 den Oscar für das beste Szenenbild in dem Farbfilm Spartacus erhielt.

## Biografie
Ihr Debüt als Szenenbildnerin gab sie 1930 in dem Film Reaching for the Moon von Edmund Goulding. 1936 war sie für die Ausstattung in dem Film Nimm, was du kriegen kannst in der Regie von Howard Hawks und William Wyler verantwortlich. Danach war sie 1935 zum zweiten Mal Art Director in dem Film Der Verräter von John Ford.
1942 war sie neben Vincent Korda für das Szenenbild in dem Farbfilm Lord Nelsons letzte Liebe von Alexander Korda für den Oscar nominiert. Bei der Oscarverleihung 1943 erfolgte ihre Nominierung für das beste Szenenbild im Farbfilm Das Dschungelbuch, danach bei der Oscarverleihung 1945 für das beste Szenenbild in dem Schwarzweißfilm So ein Papa (Casanova Brown). 1952 war sie mitverantwortlich für die Ausstattung in dem Film Sturmfahrt nach Alaska von Raoul Walsh.
1960 wurde sie für das beste Szenenbild in dem Farbfilm Der Fischer von Galiläa nominiert. Im Jahr darauf erhielt sie schließlich für das Szenenbild in Spartacus den Oscar.
Daneben war sie für das Szenenbild in weiteren Filmen beteiligt und verantwortlich wie Der Verräter (1935), Nimm, was du kriegen kannst (1936), Die Abenteuer des Marco Polo (1938), Mein Mann, der Cowboy (1938), Sturmhöhe (1939), Der lange Weg nach Cardiff (1940), Aufstand in Trollness (1943), Watch on the Rhine (1943), Knickerbocker Holiday (1944), Der Vagabund von Texas (1945), Die besten Jahre unseres Lebens (1946), Jede Frau braucht einen Engel (1947), Mein Freund Harvey (1950). Außerdem hatte sie einige Gastauftritte in Filmen wie Der Westerner (1940).
In den 1950er und 1960er Jahren schuf sie schließlich oftmals die Ausstattung und das Szenenbild für Fernsehserien wie The Munsters, Alfred Hitchcock Presents und Erwachsen müßte man sein.

## Filmografie (Auswahl)
Kinofilme
- 1927: König der Könige (The King of Kings)
- 1933: Secrets
- 1934: Die Rothschilds (The House of Rothschilds)
- 1935: Der Verräter (The Informer)
- 1935: Kampf um Indien (Clive of India)
- 1935: Folies Bergère de Paris
- 1935: Die Elenden (Les Misérables)
- 1935: Goldfieber in Alaska (Call of the Wild)
- 1936: Nimm, was du kriegen kannst (Come and Get It)
- 1937: Sackgasse (Dead End)
- 1937: … dann kam der Orkan (The Hurricane)
- 1938: The Goldwyn Follies
- 1938: Die Abenteuer des Marco Polo (The Adventures of Marco Polo)
- 1938: Mein Mann, der Cowboy (The Cowboy and the Lady)
- 1939: Sturmhöhe (Wuthering Heights)
- 1939: Musik fürs Leben (They Shall Have Music)
- 1939: Zauberer der Liebe (Eternally Yours)
- 1939: Verrat im Dschungel (The Real Glory)
- 1940: In die Falle gelockt (The Westerner)
- 1940: Der lange Weg nach Cardiff (The Long Voyage Home)
- 1940: Unsere kleine Stadt (Our Town)
- 1941: Cheers for Miss Bishop
- 1941: Die Unvollendete (New Wine)
- 1941: Ein Frauenherz vergißt nie (Lydia)
- 1941: Die merkwürdige Zähmung der Gangsterbraut Sugarpuss (Ball of Fire)
- 1941: Lord Nelsons letzte Liebe (That Hamilton Woman)
- 1942: Sein oder Nichtsein (To Be or Not to Be)
- 1942: Das Dschungelbuch (Rudyard Kipling's Jungle Book)
- 1943: Aufstand in Trollness (Edge of Darkness)
- 1943: Watch on the Rhine
- 1943: Johnny Come Lately
- 1943: Auch Henker sterben (Hangmen Also Die!)
- 1944: Knickerbocker Holiday
- 1944: So ein Papa (Casanova Brown)
- 1944: Gefährliche Begegnung (The Woman in the Window)
- 1944: Belle of the Yukon
- 1945: Rausch der Farben (It's a Pleasure)
- 1945: Der Vagabund von Texas (Along Came Jones)
- 1946: Tagebuch einer Kammerzofe (Diary of a Chambermaid)
- 1946: Die besten Jahre unseres Lebens (The Best Years of Our Lives)
- 1947: Jede Frau braucht einen Engel (The Bishop's Wife)
- 1948: Die tollkühne Rettung der Gangsterbraut Honey Swanson (A Song Is Born)
- 1948: Betrogene Jugend (Enchantment)
- 1949: Entscheidung am Fluß (Roseanna McCoy)
- 1950: Angst vor der Schande (My Foolish Heart)
- 1950: Unser eigenes Ich (Our Very Own)
- 1951: Das Schwert von Monte Christo (The Sword of Monte Cristo)
- 1951: Mord in Hollywood (Hollywood Story)
- 1951: Der maskierte Kavalier (The Highwayman)
- 1951: Hinter den Mauern des Grauens (The Strange Door)
- 1951: Dschingis Khan – Die goldene Horde (The Golden Horde)
- 1951: Spielschulden (The Lady Pays Off)
- 1951: The Groom Wore Spurs
- 1952: Zu allem entschlossen (Meet Danny Wilson)
- 1952: Der rote Engel (Scarlet Angel)
- 1952: Sturmfahrt nach Alaska (The World in His Arms)
- 1952: It Grows on Trees
- 1953: Die Welt gehört ihm (The Mississippi Gambler)
- 1953: Abbott and Costello Go to Mars
- 1953: Eine abenteuerliche Frau (Take Me to Town)
- 1953: All meine Sehnsucht (All I Desire)
- 1953: Das goldene Schwert (The Golden Blade)
- 1954: Die Glenn Miller Story (The Glenn Miller Story)
- 1954: Ritt mit dem Teufel (Ride Clear of Diablo)
- 1954: Aufruhr in Laramie (Rails into Laramie)
- 1954: Adlerschwinge (Drums Across the River)
- 1954: Die Nacht der Rache (Four Guns to the Border)
- 1955: Abbott und Costello als Gangsterschreck (Abbott and Costello Meet the Keystone Kops)
- 1955: Die Rache des Ungeheuers (Revenge of the Creature)
- 1955: Metaluna IV antwortet nicht (This Island Earth)
- 1955: Was der Himmel erlaubt (All That Heaven Allows)
- 1955: El Tigre
- 1956: Die Benny Goodman Story (The Benny Goodman Story)
- 1956: Es gibt immer ein Morgen (There's Always Tomorrow)
- 1956: Nur du allein (Never Say Goodbye)
- 1956: Blutroter Kongo (Congo Crossing)
- 1956: In den Wind geschrieben (Written on the Wind)
- 1957: Wem die Sterne leuchten (Four Girls in Town)
- 1957: Istanbul
- 1957: Mister Cory
- 1957: Überall lauert der Tod (Man Afraid)
- 1957: Der Mann mit den 1000 Gesichtern (Man of a Thousand Faces)
- 1957: Drei Schritte vor der Hölle (Slaughter on Tenth Avenue)
- 1957: Mein Mann Gottfried (My Man Godfrey)
- 1958: Männer über Vierzig (This Happy Feeling)
- 1958: Der Schrecken schleicht durch die Nacht (Monster on the Campus)
- 1958: Zu jung (The Restless Years)
- 1959: Ein Fremder in meinen Armen (A Stranger in My Arms)
- 1959: Solange es Menschen gibt (Imitation of Life)
- 1959: Die Kaninchenfalle (The Rabbit Trap)
- 1959: Der Fischer von Galiläa (The Big Fisherman)
- 1959: Die Unerbittlichen (Hell Bent for Leather)
- 1960: Spartacus
- 1960: Ein charmanter Hochstapler (The Great Impostor)
- 1964: Er kam nur nachts (The Night Walker)
- 1964: Das Schwert des Ali Baba (The Sword of Ali Baba)
- 1965: Heiraten will gelernt sein (Love & Kisses)
- 1965: Das Schlafzimmer ist nebenan (That Funny Feeling)
- 1966: Gespensterparty (Munster, Go Home!)
- 1966: Die tollen Abenteuer der schönen Pauline (The Perils of Pauline)

Fernsehserien
- 1959–1960: Stunde der Entscheidung (Markham) – 2 Folgen
- 1959–1964: Alfred Hitchcock präsentiert (Alfred Hitchcock presents) – 82 Folgen
- 1960: Wells Fargo – 2 Folgen
- 1960–1962: Thriller – 49 Folgen
- 1960–1962: Checkmate – 7 Folgen
- 1961–1963: Erwachsen müßte man sein (Leave It to Beaver) – 6 Folgen
- 1962–1963: St. Dominic und seine Schäfchen (Going My Way) – 30 Folgen
- 1965: Stunde der Entscheidung (Kraft Mystery Theatre) – 1 Folge
- 1966: The Munsters – 1 Folge
- 1966: Pistolen und Petticoats (Pistols 'n Petticoats) – 1 Folge